# نيزك HED
قالب:Infobox meteorite subdivision 
نيازك HED هي مجموعة فرعية من نيازك لاكوندريت . HED تعني " هاوارديت - يوكريت - ديوجينيت ". جاءت هذه نيازك اللاكوندريتات من جسم أم متمايز وخضعت لعمليات نارية في درجات حرارة عالية واسعة النطاق خلال وجودها ، وهي لا تختلف كثيرًا عن الصخور البركانية الموجودة على الأرض . ولهذا فهي تشبه إلى حد كبير الصخور النارية الأرضية.

## التصنيف
تنقسم النيازك HED على نطاق واسع إلى الأنواع:
- هوارديتاتات
- يوكريتيات
- ديوجينيتات

تم العثور على العديد من المجموعات الفرعية من كل من اليوكريت والديوجينيت من نيازك سقطت على الأرض.  
تشكل نيازك HED حوالي 5% من جميع سقوط النيازك على الأرض،  وهي تشكل ما يعادل حوالي 60% من جميع النيازك اللاكوندريتية . 

## أصلها

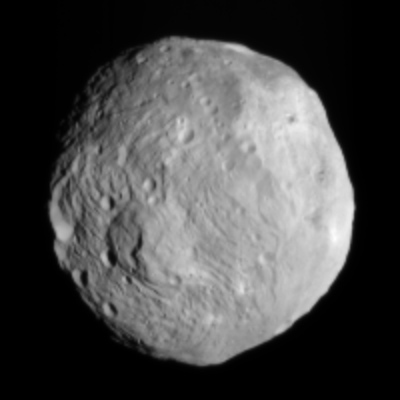
الكويكب فيستا

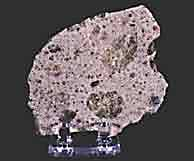
جونستاون ، ديوجينيت

بغض النظر عن تركيبها، يُعتقد أن جميع هذه الأنواع من النيازك نشأت في قشرة الكويكب فيستا .  الكويكب فستا يقع في حزام الكويكبات بين المريخ والمشتري. وفقًا لهذه النظرية فإن الاختلافات في التركيب ترجع إلى إنفصالها في أوقات مختلفة في التاريخ الجيولوجي لفيستا. وقد تم تعيين أعمار تبلورها بأنها تتراوح بين 4.43 و 4.55 مليار سنة ؛ طريقة تعيين العمر هي طريقة قياس نسب النظائر المشعة فيها. نيازك HED هي نيازك متمايزة ، نشأت خلال عمليات نارية في قشرة الكويكب الأم.
يُعتقد أن طريقة النقل من فيستا إلى الأرض تمت كما يلي: 
1. أدت اصطدامات الكويكبات بفيستا إلى إنطلاق حطام، مما أدى إلى تكوين كتل صغيرة (من الكويكبات بمقاييس 10 كيلومتر (6.2 ميل) أو أقل) و كويكبات من نوع V . ويبدو أن القطع الكويكبية انقذفت على هذا النحو، أو أنها تشكلت من حطام أصغر. بعض هذه الكويكبات الصغيرة شكلت عائلة فيستا ، في حين أن البعض الآخر كان متناثرًا إلى حد ما. [8] ويعتقد أن هذا الحدث قد حدث منذ أقل من مليار سنة مضت. [9] وتوجد على سطح فيستا حفرة اصطدام هائلة تغطي مساحة كبيرة من نصف فستا الجنوبي ؛ وهذا الموقع يعتبر المرشح الأول لحدوث الاصطدام. كمية الصخور التي عثر عليها كبيرة وكافية لتعيين جميع الكويكبات من النوع V المعروفة.
2. بعض حطام الكويكب التي انتشرت بعيدا استقرت في فجوة كيركوود 3:1. هذه منطقة غير مستقرة بسبب الاضطرابات القوية التي تسببها جاذبية كوكب المشتري ، والكويكبات التي استقرت فيها تـٌقذف إلى مدارات مختلفة كثيرا خلال وقت يبلغ حوالي 100 مليون سنة. تتحرك بعض هذه الأجسام في مدارات قريبة من الأرض لتشكل الكويكبات الصغيرة من النوع V مثل 3551 Verenia ، أو 3908 Nyx ، أو 4055 Magellan .
3. وفي وقت لاحق، أدت اصطدامات أقل حجماً بين الأجسام القريبة من الأرض إلى تكوين نيازك بحجم الصخور المعهودة، التي سقط بعضها على الأرض فيما بعد. وعلى أساس قياسات التعرض للأشعة الكونية يعتقد أن معظم نيازك HED نشأت من عدة أحداث اصطدام مميزة من هذا النوع، وقضت ما بين حوالي 6 ملايين إلى 73 مليون سنة في الفضاء قبل أن تسقط على الأرض. [10]

## روابط خارجية
- مقالات عن النيازك، بما في ذلك مناقشات حول اكتشافات النيازك عالية الطاقة، في مجلة Planetary Science Research Discoveries